# HTC Dream
HTC Dream (також відомий як T-Mobile G1 у Сполучених Штатах і частинах Європи, а також Era G1 у Польщі) — це смартфон, розроблений компанією HTC. Перший випуск відбувся у вересні 2008 року. Dream був першим комерційно випущеним пристроєм, яка використовувала операційну систему Android на базі Linux, яка була придбана та розроблена Google та Open Handset Alliance для створення відкритого конкурента для інших великих платформ смартфонів того часу, такі як Symbian, BlackBerry OS і iPhone OS (пізніше iOS). Операційна система пропонує налаштовуваний графічний інтерфейс користувача, інтеграцію з службами Google, (наприклад Gmail), систему сповіщень, що показує список останніх повідомлень, що надсилаються з додатків, і Android Market для завантаження додаткових програм. 
HTC Dream був прийнятий переважно позитивно. Незважаючи на те, що Dream отримала високу оцінку за міцний і надійний дизайн, апаратне забезпечення, впровадження операційної системи Android, критикували за відсутність певних функціональних можливостей і програмного забезпечення третіх сторін у порівнянні з більш популярними платформами, але все ще вважається інноваційним до системи сповіщень і інтеграції з послугами Google.